# Gare de Vanves - Malakoff
Gare de Vanves - Malakoff vasútállomás Franciaországban, Vanves településen.

## Vasútvonalak
Az állomást az alábbi vasútvonalak érintik:
- Párizs–Brest-vasútvonal

## Kapcsolódó állomások
A vasútállomáshoz az alábbi állomások vannak a legközelebb:
- Gare de Clamart (Gare de Brest, Párizs–Brest-vasútvonal, Transilien N)
- Paris Gare Montparnasse (Paris Gare Montparnasse, Párizs–Brest-vasútvonal, Transilien N)